# Vatra Moldoviței
Vatra Moldoviței là một xã thuộc hạt Suceava, România. Dân số thời điểm năm 2002 là 4681 người.